# マット・チェリアニ
マット・チュリアニ（Matt Ceriani 1976年10月9日-）はイタリア共和国の野球選手。ポジションは捕手。右投右打。強肩と意外性のある打撃を武器とする。2006年にはワールドベースボールクラシックイタリア代表に選出された。

## 経歴
1998年にミルウォーキー・ブルワーズに入団。ルーキー級のヘレナ・ブルワーズでプレー。シーズン途中にはフロンティアリーグのエバンスビル・オッターズでもプレーした。
1999年はヘレナでプレー。
2000年はA+級のマッドビル・ナインでプレー。その後AA級のハンツビル・スターズに昇格した。
2001年はA+級のハイデザート・マーベリックスやA級のベロイト・スナッパーズでプレー。
2002年にアリゾナ・ダイヤモンドバックスに移籍し、AA級のエル・パソ・ディアブロスでプレーしたが、シーズン途中にウエスタン・ベースボール・リーグのソラノ・スティールヘッズに移籍した。
2003年、セントラル・ベースボール・リーグのアレクサンドリア・エイシズに移籍。その後、イタリアのセリエAのカンティーヌ・セシ・パルマに移籍。
2004年、ノーザンリーグのカンザスシティ・ティーボーンズに移籍。2年間プレーした。
2006年、ワールド・ベースボール・クラシック・イタリア代表にイタリア系アメリカ人として選出された。セリエAに復帰し、ダネッシ・カフェ・ネットゥーノに入団。
2007年、カナディアン・アメリカン・リーグのサセックス・スカイホークスに移籍。
2008年、ゴールデンベースボールリーグのチコ・アウトローズに移籍。
2009年、同リーグのエドモントン・キャピタルズに移籍した。
2010年、ユナイテッドリーグ・ベースボールのアマリロ・ディラスに移籍。その後、アトランティックリーグのカムデン・リバーシャークスに移籍し、6月からはゴールデンベースボールリーグのユマ・スコーピオンズでプレーした。